# Kasciukouka (Homel)
Kasciukouka (biał. Касцюкоўка; ros. Костюковка) – część Homla na Białorusi, w obwodzie homelskim, 9,5 tys. mieszkańców (2010). W miejscowości działa m.in. huta szkła.
Do 2016 osiedle typu robotniczego w rejonie homelskim, w obwodzie homelskim. W tym roku przyłączone do Homla.
Od wschodu graniczy ze wsią Kasciukouka.